# Jean Le Noir
Ne doit pas être confondu avec Jean Le Noir (enlumineur).
Pour l’article ayant un titre homophone, voir Jean Lenoir.

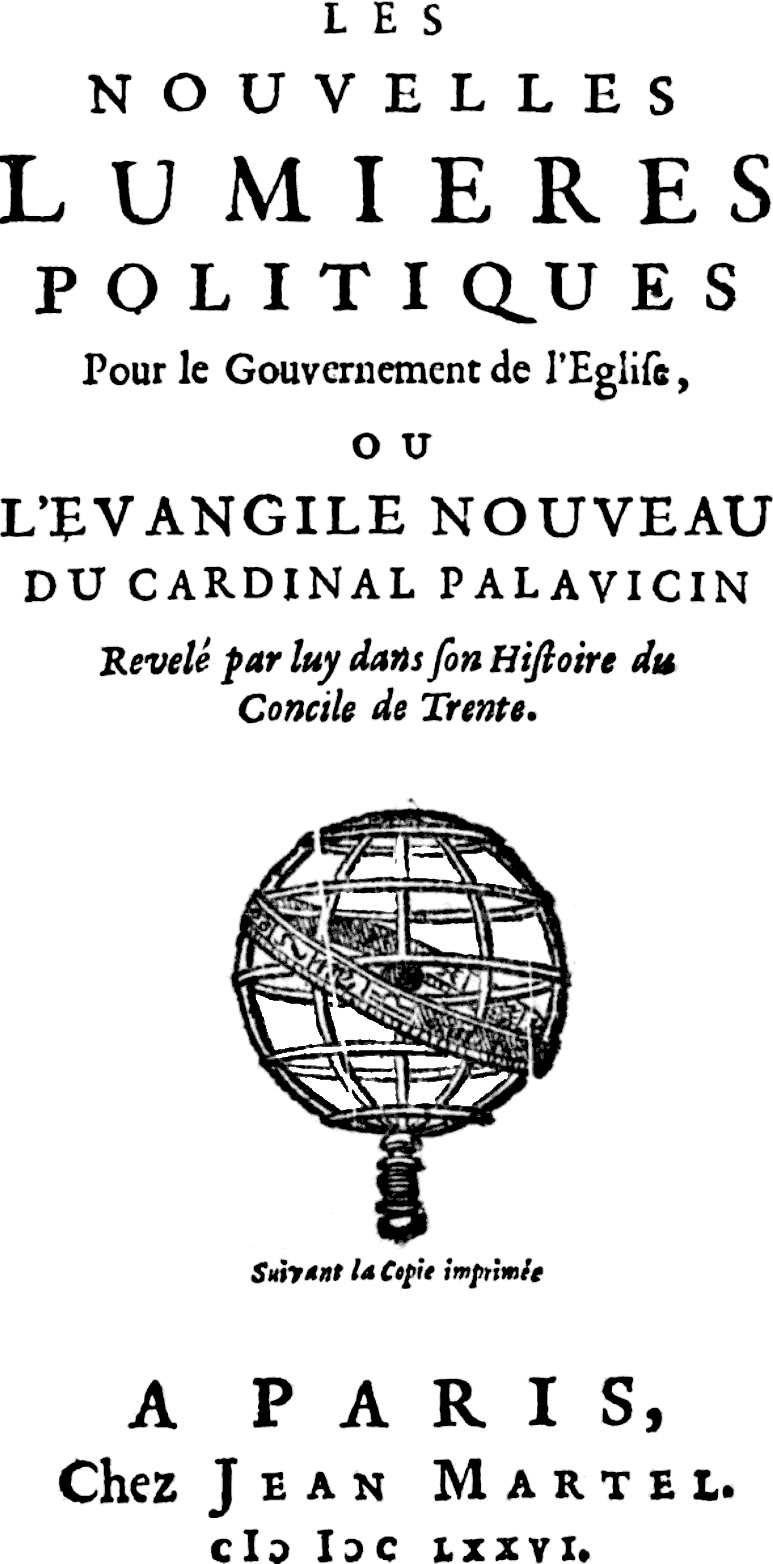
Page de titre des Nouvelles Lumières politiques pour le gouvernement de l’Église de Le Noir.

Jean Le Noir, né à Alençon en 1622 et mort en prison au château de Nantes, le 22 avril 1692, est un théologien et canoniste français, célèbre tant par ses écrits que par ses infortunes.

## Biographie
Fils d’un conseiller au présidial d’Alençon, Le Noir avait fait preuve d’un grand talent pour le ministère de la chaire, tant en Normandie qu’à Paris. Ce fut en grande partie ce qui le désigna, en 1652, au choix de son évêque François Rouxel de Médavy, évêque de Séez, dès la première année de son pontificat, pour la haute charge de chanoine théologal du chapitre de Séez. Habile canoniste, son caractère ardent et emporté lui suscita de fâcheuses affaires. Aussitôt installé dans sa charge, Le Noir trouva occasion de se poser comme juge des erreurs théologiques alors si fréquentes. Il dénonça notamment le livre intitulé le Chrétien champêtre ouvrage composé par Enguerrand le Chevalier, Supérieur du Grand-Séminaire, et qui contenait cette proposition : « Jésus-Christ est dans le Sacrement de l’autel comme le poulet dans la coque de l’œuf. » La proposition était grossièrement erronée et l’ouvrage fut condamné.
En 1660, pendant que son évêque était avec Mazarin aux conférences de l’ile des Faisans, le théologal prêcha le carême à Argentan et se laissa entrainer dans des développements fortement entachés de jansénisme. La ville d’Argentan n’était pas accoutumée à entendre de pareilles doctrines : le peuple s’émut beaucoup, et un acte d’autorité que se permit Jean Le Noir l’irrita encore davantage. Celui ayant interdit la dévotion à la Vierge de Saint-Germain, des catholiques exaltés s’avisèrent d’élever sur le portail principal de l’église de Saint-Germain une statue de la sainte Vierge foulant aux pieds un énorme serpent qu’ils disaient être le théologal de Séez. Ils allaient chaque soir chanter des litanies où ils inséraient les paroles : Virgo extirpatrix jansenistarum devant la statue où figurait cette inscription : « Flagellum Jansenistarum, ora pro nobis. » Quelques-uns se rendirent même en procession jusqu’à Sées en faisant entendre le même chant. L’inscription déplut à Jean Le Noir, qui entreprit de la faire effacer. Mais Thomas Prouverre, qui avait vu le fait de ses propres yeux, rapporte qu’il fut accueilli par des huées, et que les femmes furent sur le point de le lapider, ajoutant ensuite : « Je crois que cette dévotion, quoique défendue, a préservé, par la grâce de Dieu, notre ville de cette misérable hérésie, qui s’en est toujours trouvée la plus exempte du royaume. » De pareilles scènes n’étaient que risibles, mais l’abbé Le Noir devait bientôt essuyer de nouvelles affaires qui dépassèrent le ridicule.
François de Médavy, revenu de son importante mission avait pris des informations sur les affaires d’Argentan. Tout naturellement, Jean Le Noir lui présenta les choses sous le jour qui lui était le plus favorable, et le prélat fit supprimer la fameuse inscription. Mais bientôt, mieux informé, il surveilla de près la doctrine du prédicateur, désormais soupçonné avec quelque raison d’être favorable au jansénisme, et ses soupçons contre lui ne firent que s’aggraver. Odolant-Desnos a même attribué à l’évêque un motif plus personnel de haine contre Jean Le Noir : c’aurait été l’attitude hostile qu’aurait prise le théologal contre son neveu, le marquis de Grancey, lorsque celui-ci enleva Mademoiselle Le Conte de Nonant.
Un nouvel incident vint bientôt semer de nouvelles zizanies entre l’évêque et le théologal : aux fêtes de Noël 1662, le prélat avait permis à des bateleurs d’élever un théâtre sur la place publique de Sées, à condition qu’il ne s’y passerait rien contre la décence. Jean Le Noir cria au scandale et déclama en chaire contre cette permission. Poussé à bout, l’évêque obtint le 23 mars 1663 une lettre de cachet qui enjoignait au théologal de se retirer, comme suspect de jansénisme, à Fougères, mais il lui permit bientôt de se retirer à La Flèche, chez son oncle qui habitait cette ville.
Pour revenir d’exil, Jean Le Noir fit, l’année suivante, une soumission apparente et signa un formulaire qui lui était proposé ; mais en même temps, Rouxel de Médavy ayant donné un mandement pour la publication du Formulaire, Le Noir en profita pour l’accuser de plusieurs erreurs, notamment d’avoir laissé paraitre un ouvrage intitulé : le Chrétien champêtre, dont un laïque était l’auteur, et où on lisait en termes exprès : « qu’il y avait quatre personnes divines qui devaient être l’objet de la dévotion des fidèles, savoir : Jésus-Christ, saint Joseph, sainte Anne et saint Joachim ; que Notre Seigneur était dans le saint-sacrement de l’autel, comme un poulet dans la coque d’un œuf. » Le Noir présenta requête à Louis XIV, en l’accompagnant d’une dénonciation de plusieurs propositions qu’il croyait hérétiques, publiant à ce sujet des écrits, où il franchissait toutes les bornes de la modération. L’évêque de Séez répondit ; Jean Le Noir répliqua vivement. La querelle s’envenima, et le 15 décembre 1665, Le Noir allait jusqu’à dénoncer publiquement comme hérétique son évêque au métropolitain, auquel il avait adressé auparavant une longue lettre. L’évêque de Séez alors présenta ses ouvrages aux évêques de la province rassemblés à Paris ; et le 15 février 1666, le mandement et le catéchisme furent déclarés exempts d’hérésie. L’assemblée du clergé s’émut de cette querelle, et fit faire des remontrances à l’évêque d’Angers qui laissait prêcher Jean Le Noir à la Flèche. Une nouvelle lettre de cachet enjoignit au théologal de se retirer à Vannes.
Mais cet esprit inquiet et brouillon ne cessait de remuer et violait sans cesse son exil. On le fit arrêter et on le mit en retenue à l’archevêché de Paris. Il fut ensuite livré à l’officialité de Rouen, avec Nicolas Bordin, chanoine de Séez, son ami, qui avait probablement épousé sa querelle. Ces démêlés se prolongèrent jusqu’en 1671, malgré l’intervention de la cour de France, de Colbert et du pape lui-même. À cette époque, François Rouxel de Médavy fut transféré de l’évêché de Séez à l’archevêché de Rouen : il n‘y fut pas, pour autant, à l’abri de la plume mordante de l’abbé Le Noir, qui s’acharna contre lui jusqu’à s’opposer à son installation. Cette vaine opposition n’empêcha pas un instant le nouvel archevêque d’obtenir ses bulles de Rome. Alors le théologal ne pouvant plus rien contre lui, retomba sur son successeur, Jean Forcoal, qu’il attaqua longtemps comme hérétique. Il prit également à partie Harlay, qui fut transféré de Rouen à Paris dont il était devenu archevêque.
Enfin, en 1682, il alla jusqu’à faire afficher à la porte de Notre-Dame de Paris, un acte d’opposition à la nomination de l’archevêque de Paris que l’assemblée du clergé venait de choisir pour la présider. Il accusait encore ce prélat d’hérésie, sous prétexte qu’il avait pris le parti de François de Médavy, son successeur sur le siège de Rouen. Une telle audace ne pouvait pas demeurer impunie : Jean Le Noir fut arrêté par Desgrais et conduit à la Bastille : il eut à répondre de sa conduite devant de La Reynie, lieutenant de police à Paris. On produisit ses écrits devant le tribunal, et on lui demanda quels étaient ses complices : « J’en ai trois, répondit-il : l’Écriture sainte, les conciles et les canons. » Le 24 avril 1684, les commissaires, désignés pour le juger, le condamnèrent « aux galères à perpétuité, et à faire amende honorable devant l’église métropolitaine. » Le jugement parut dur. L’hérésie de Jean Le Noir n’avaient jamais été officiellement constatée : ses violences seules lui attiraient cette condamnation sévère. Gustave Le Vavasseur a dit que lui et l’abbé Dufour, un autre esprit tracassier de cette époque « ne faisaient qu’un janséniste en deux personnes » : c’était à peu près l’opinion du temps.
Le malheureux théologal fut trainé comme un vil scélérat, nu-pieds, nu-jambes, la torche au poing, la corde au cou, devant l’église de Notre-Dame. Quelques jours après, les jansénistes répandirent une sorte de complainte latine dans laquelle on disait « qu’il était noir de nom, mais blanc par ses vertus et par son caractère ». Les jésuites eux-mêmes, qui avaient poursuivi sa condamnation avec ardeur, s’apitoyèrent, et bientôt, la peine des galères qui avait d’abord été prononcée ne fut, à leur demande, pas exécutée dans toute sa rigueur : au lieu d’être mené aux galères, le pauvre abbé fut envoyé en Bretagne. Jean Le Noir subit sa peine commuée en une prison perpétuelle d’abord à Saint-Malo puis, en 1686, dans les prisons du château de Brest, et enfin en 1690 au château de Nantes où il ne devait pas tarder à mourir, après avoir perdu entièrement la mémoire. « On est vraiment tenté de croire, dit M. des Diguères, que, depuis longtemps, cet esprit aigri côtoyait la folie », jugement qui pourrait excuser un certain nombre des actes extravagants de Jean Le Noir.
Ce théologien a laissé cinq ouvrages principaux : l’Échelle du Cloître ; les Avantages de l’Église sur les Calvinistes ; l’Évangile nouveau du cardinal Pallavicini ; l’Hérésie de la domination épiscopale, et l’Évêque de cour opposé à l’évêque apostolique. Il a en outre composé un grand nombre de mémoires, tant imprimés que manuscrits, remarquables surtout pour la hardiesse avec laquelle il attaque non seulement la doctrine, mais encore les mœurs de ses supérieurs ecclésiastiques. Il y décide, entre autres, qu’un évêque coupable de quelque crime est ipso facto déchu de l’épiscopat, quoiqu’il ne soit ni jugé, ni condamné, ni déposé canoniquement. Parmi ces derniers, Odolant-Desnos conservait plusieurs requêtes, adressées par l’auteur à divers personnages ; une lettre extrêmement curieuse, écrite de la propre main de La Reynie, enfin la vie de Jean Le Noir lui-même, écrite par Nicolas Bordin. Le portrait du théologal se trouvait dans un des cabinets de la Bibliothèque d’Odolant-Desnos.

## Principales publications
- La Sainteté des Saints prise dans sa source, qui est la prédestination, prêchée le jour de la Toussaint, dans une des églises de la ville d’Alençon, Paris. 1650, in-4° de 16 p.Ce sermon fut en quelque sorte l’origine des malheurs de l’auteur en provoquant l’animosité des Jésuites, qui l’accusèrent de jansénisme.
- La Tissure de la robe mystérieuse de Mgr l’évêque de Sées, composée des propositions de trois œuvres attribués à sa grandeur et de la profession de foi du théologal, au sujet du mandement de Mgr l’évêque de Séez, 1664.
- Souscription du formulaire de N. S. Père le Pape Alexandre VII, en exécution de l’ordonnance de Mgr l’évêque de Séez, aout 1665, s. l. n. d., in-f°.
- Lettre à l’archevêque de Rouen, sur l’hérésie contenue dans l’ordonnance de Mgr l’évêque de Séez, du 28 mai 1665, pour la signature du formulaire envoyé par Sa Sainteté, 15 déc. 1665.
- Raisons de l’appel du jugement rendu par Mgr l’archevêque de Rouen, conjointement avec Mgr l’évêque de Séez et autres évêques de la province de Norm. contre le théologal, de Séez ; mémoire dont la 3e part, forme plus de 100 pag. in-f°, mars 1670.
- Malheurs inévitables au diocèse et à l’archevèché de Rouen, si M. de Médavy est mis en possession de l’archevêché, nov. 1671.
- Lettre adressée au Roi (1674) par J. Le Noir, théologal de Séez, relativement aux erreurs contenues dans le livre intitulé : le Chrétien champêtre, ou le Villageois catéchizé sous la protection de la très sainte famille de Jésus et Marie. de st Joseph, de st Joachim et de ste Anne ; en faveur des peuples de la campagne du diocèse de Séez, par Enguerrant le Chevalier, prestre, supérieur du séminaire de Séez ; Caen, lmp. de Poisson le jeune, 1672, in-4° de 28 p.À la suite de la lettre on trouve : Extrait des erreurs contenues dans le livre fait en faveur des peuples de la campagne du diocèze de Séez, et le Décret par lequel le Saint-Siège condamne le Villageois catéchisé.
- L’Évèque de cour opposé à l’évèque apostolique, par l’abbé Vérité ; s. I., 1674, pt. in-12, Cologne, 1682, 2 vol. pt. in-12.
- Les Nouvelles Lumières politiques pour le gouvernement de l’Église, ou l’Évangile nouv. du cardinal Pallavicin, révélé par lui dans son Hist. du Concile de Trente; suiv. la copie imp. à Paris, chez J. Martel IBM., Elsev., 1676 ; Amsterdam, 1677, pt. in-12.
- Lettre à Son Alt. Royale Mme la duchesse de Guise, sur le sujet de l’hérésie de la domination épiscopale, qu’on établit en France, 21 juillet 1678 ; Cologne, P. Girard, 1679, pt. in-12 de 160 p.
- Le Droit du Roi de pouvoir donner un gouverneur à la ville de Séez ; par Messire Charles d’Angennes, seigneur de Fontaineriant, pourvu par Sa Majesté du gouvernement de ladite ville ; contre Messire Jean Forcoal, évêque de Séez, se disant maire et gouverneur de ladite ville dès le pape S. Clément ; in-4° ;
- Suite de la deffence du droit du Roy, et de la possession dans laquelle est Sa Majesté, de donner à la ville de Séez un Gouverneur autre que l’Évêque. Soutenue par le sieur marquis d’Angennes pourvu du Gouvernement de ladite ville par S. M., contre le sieur Forcoal, évêque du lieu, condamné par luy-même. Pour servir de réponse aux deux derniers écrits de ce prélat, in-f. intitulez : un Particulier amateur de la Vérité, et le Droit du Roy mal entendu, etc., vers 1680, in-4° de VII et 56 p.
- Lettre d’un chanoine à un Évêque, sur la lettre de l’Assemblée du clergé, au sujet de la Régale, du 10 juillet 1680 ; Cologne, Eug, Vérité, 1680, in-8°.
- Les Avantages incontestables de l’Église sur les calvinistes, Paris et Sens, 1673, in-12 ;
- Les Nouvelles Lumières politiques, ou l’Évangile nouveau, Paris Jean Martel, 1676 et 1687, in-12.Cet ouvrage arrêta la publication d’une traduction française de l’Histoire du Concile de Trente, par le cardinal Pellavicini, et connut une troisième édition, sous le titre de : Politique et Intrigues de la cour de Rome, 1696, in-12.
- L’Évêque de cour opposé à l’évêque apostolique, Cologne, 1682, 2 vol. in-12 ;
- Lettre à Mme la duchesse de Guise sur la domination épiscopale et sur l’usage des lettres de cachet surprises par quelques évêques pour opprimer les ecclésiastiques du second ordre, 1679, in-12.